# Biserica Saint-Merri (Paris)

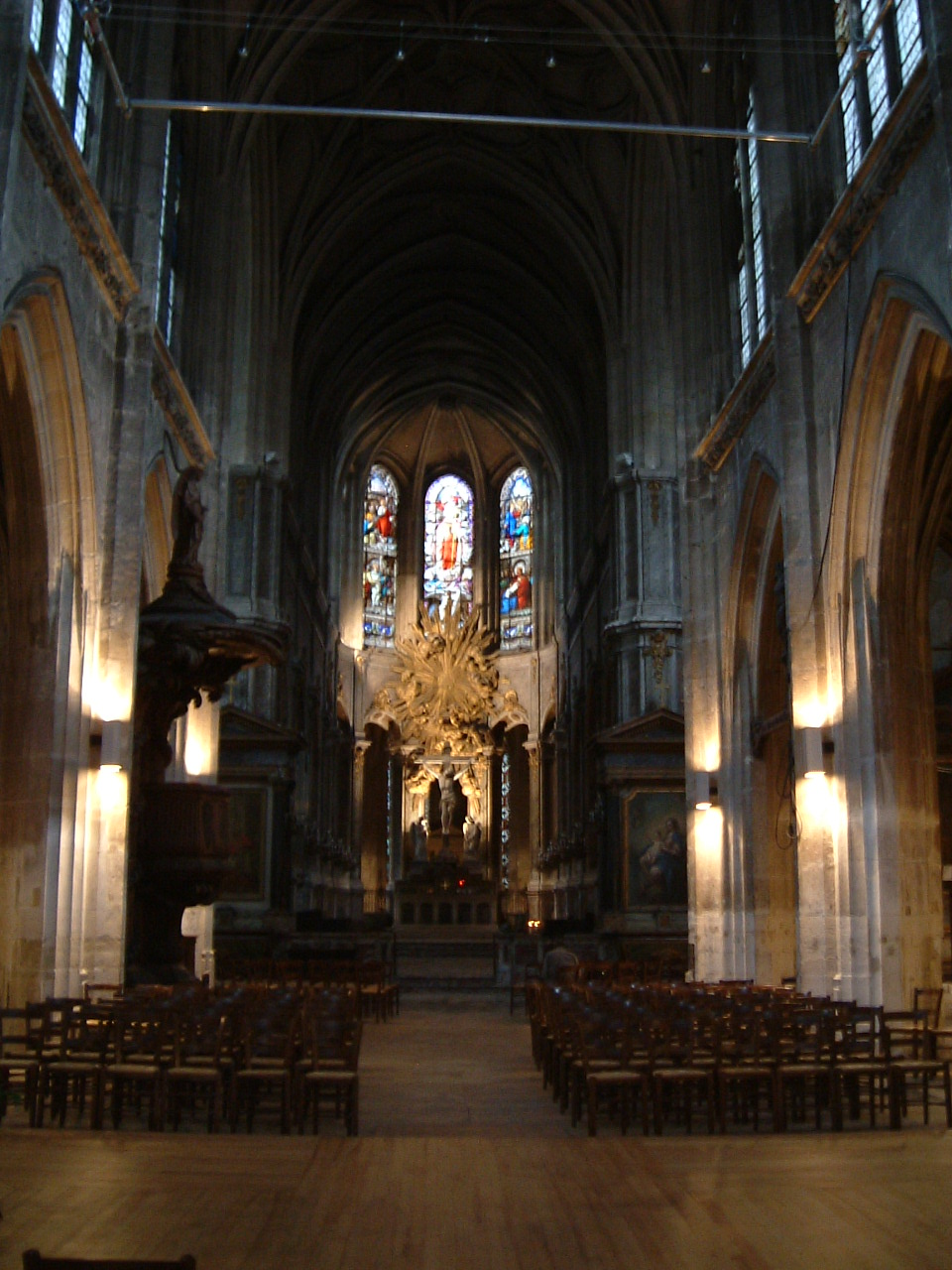
Nava Bisericii Saint-Merri, privind spre răsărit

Biserica Saint-Merri (în franceză: Église Saint-Merri) este o biserică catolică situată în apropierea Centrului Cultural „Georges-Pompidou”, la numărul 76, rue de la Verrerie, în cel de-al 4-lea arondisment al Parisului, pe malul drept al Senei.
Patronul acestei biserici, Saint Merri, cunoscut mai întâi sub numele de Saint Médéric, a murit în anul 700. Moaștele acestui sfânt se află în cripta bisericii. Sfântul Merri este invocat pentru ajutor în eliberarea celor în stare de captivitate.

## Istoria Bisericii Saint-Merri
O capelă medievală exista de la începutul secolului al XI-lea. Biserica a fost din nou reclădită în secolele al XII-lea și al XIII-lea, dar dezvoltarea demografică a cartierului halelor și al Beau Bourgului, a necesitat construirea unei noi biserici. Era bogata parohie a cămătarilor lombarzi, care au dat numele străzii vecine. Jean Beaupère, unul dintre judecătorii Ioanei d'Arc, a fost preot aici, în acea epocă. Biserica l-a primit pe sfântul Edmund de Abingdon, viitor arhiepiscop de Canterbury, paroh al acestei biserici.
Edificiul actual al bisericii a fost realizat între 1520 și 1612, în stilul gotic flamboaiant al secolului al XV-lea. Interiorul flamboaiant al bisericii a fost remaniat în timpul regelui Ludovic al XV-lea. Din secolul al XVI-lea se mai păstrează unele vitralii deosebit de valoroase, o frumoasă boltă. Sunt de remarcat lucrările în lemn și tablourile. Din vechea biserică se mai păstrează un clopot, datând din 1331, probabil cel mai vechi din Paris. Orga bisericii l-a avut pe Camille Saint-Saëns titular.
Secolul al XVIII-lea este pentru biserică o eră a remanierii: galeria care despărțea corul de naos a fost distrusă în 1709, frații Slodtz s-au însărcinat în 1759 să remanieze corul. Mobilierul a fost reînnoit, iar vitraliile au fost înlocuite, parțial, cu sticlă incoloră.
În 1789 a izbucnit Revoluția Franceză. Închisă în 1793, biserica a devenit fabrică de salpetru. Din 1797 până în 1801 teofilantropii au transformat biserica în templu al comerțului. În sfârșit, în 1803, biserica a fost redată cultului catolic.
În această biserică, la 23 mai 1808, a fost botezat Gérard Labrunie, cel ce va deveni poetul Gérard de Nerval.

## Arhitectura bisericii
Biserica posedă un stil în întregime flamboaiant, fără nicio urmă de arhitectură a Renașterii. 
Stilul flamboaiant reprezintă o etapă a arhitecturii gotice târzii, din Franța și Spania secolului XV. Principala trăsătură a sa o reprezintă faptul că, în dantelăria de piatră, predomină ferestrele curbe în formă de S, asemănătoare cu o flacără.
Planul său îl evocă pe cel al Catederalei Notre Dame din Paris. A fost, de altfel, administrată de șapte canonici ai catedralei și a fost supranumită „Notre Dame la petite”. Biserica este destul de omogenă, deși al doilea colateral nu este prezent decât pe flancul drept al naosului.
- Fațada, cu stil gotic flamboaiant, este acoperită cu bolți, arcaturi, baldachine, frize cu frunziș și cu animale fantastice. În centrul său se află un pridvor ogival. Flancul său nordic a fost degajat în 1950 de casele care se sprijineau de biserică.